# Le Fjord-du-Saguenay
Le Fjord-du-Saguenay – regionalna gmina hrabstwa (MRC) w regionie administracyjnym Saguenay–Lac-Saint-Jean prowincji Quebec, w Kanadzie. Stolicą jest miejscowość Saint-Honoré. Składa się z 16 gmin: 12 gmin (municipalités), 1 parafii i 3 terytoriów niezorganizowanych.
Le Fjord-du-Saguenay ma 20 465 mieszkańców. Język francuski jest językiem ojczystym dla 99,4%, angielski dla 0,4% mieszkańców (2011).